# Палм Беј (Флорида)
Палм Беј (енгл. Palm Bay) град је у америчкој савезној држави Флорида. По попису становништва из 2010. у њему је живело 103.190 становника.

## Демографија
Према попису становништва из 2010. у граду је живело 103.190 становника, што је 23.777 (29,9%) становника више него 2000. године.
|                   | 2010.            | 2000.           |
| Укупно            | 103 190 (100,0%) | 79 413 (100,0%) |
| Белци             | 65 967 (63,93%)  | 60 549 (76,25%) |
| Афроамериканци    | 18 475 (17,90%)  | 8 983 (11,31%)  |
| Хиспаноамериканци | 14 572 (14,12%)  | 6 850 (8,626%)  |
| Остали            | 2 328 (2,256%)   | 1 677 (2,112%)  |
| Азијати           | 1 848 (1,791%)   | 1 354 (1,705%)  |